# Lirceolus pilus
Lirceolus pilus és una espècie de crustaci isòpode pertanyent a la família dels asèl·lids.

## Distribució geogràfica
Es troba a Nord-amèrica: Texas (els Estats Units).